# Neoporus pratus
Neoporus pratus là một loài bọ cánh cứng trong họ Bọ nước. Loài này được Wolfe miêu tả khoa học năm 1984.